# Norsk Hydro

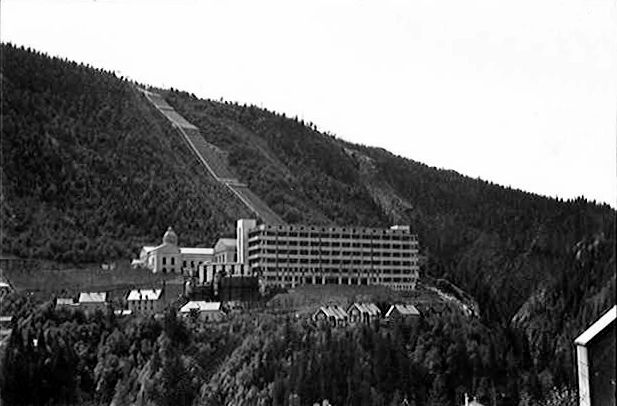
De hydro-elektrische centrale van Vemork

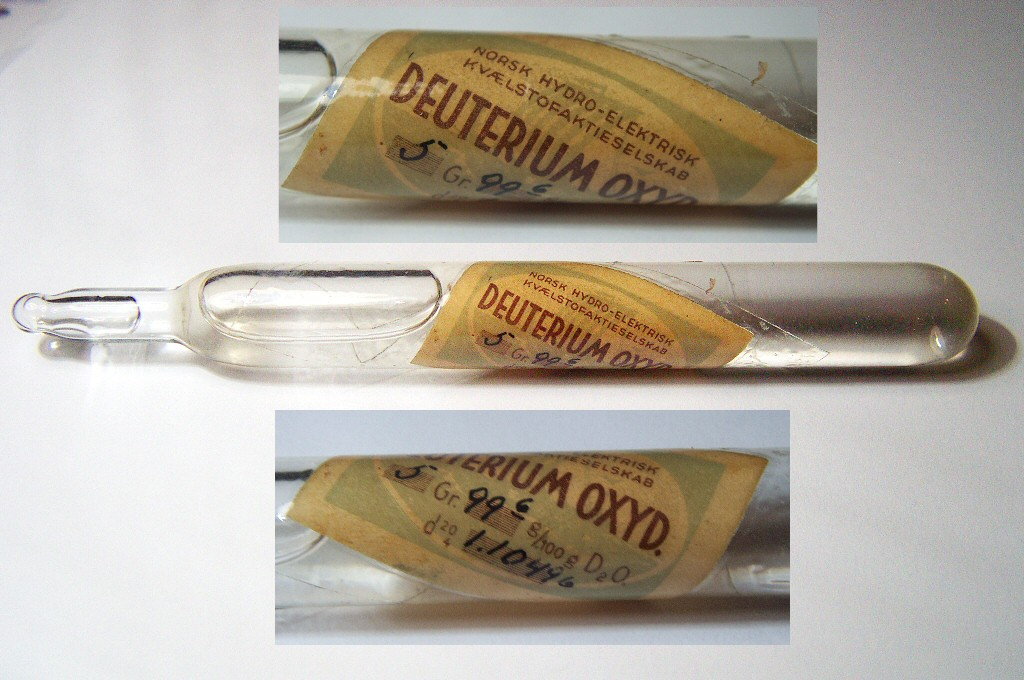
Zwaar water geproduceerd door Norsk Hydro

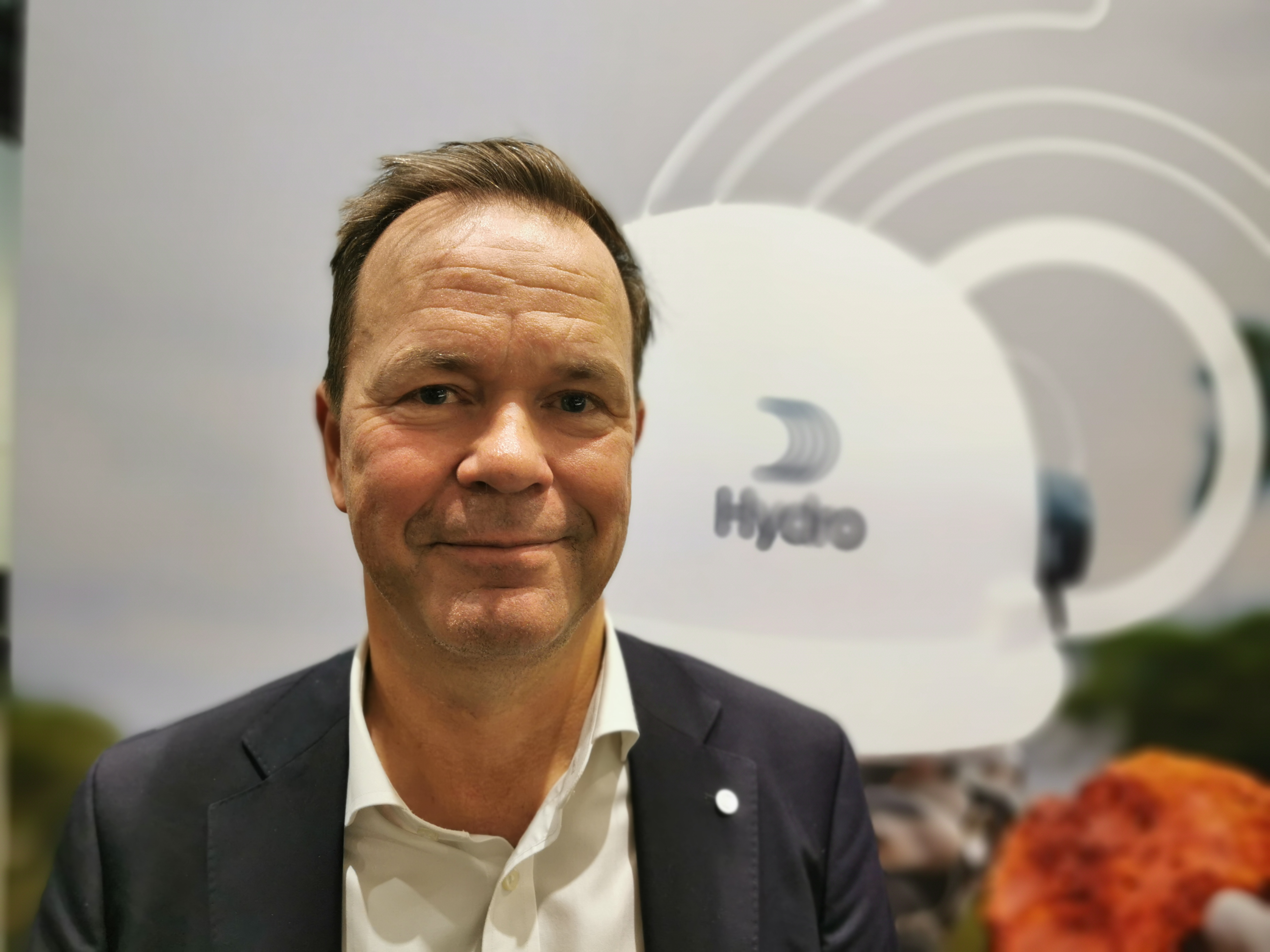
Eivind Kallevik (CEO)

Norsk Hydro is een Noors energie- en aluminiumconcern met 33.000 werknemers. Het bedrijf is actief in 40 landen. Na de verkoop van de energiedivisies aan Statoil in 2007, en de aankoop van de divisie Aluminium van Vale in 2010, is het bedrijf volledig gericht op aluminium, van de winning van bauxiet, de energieproductie voor de omzetting tot aluminium, tot de verwerking ervan via extrusie. De aandelen zijn beursgenoteerd en 34,7% van de aandelen is in handen van de Noorse Staat.

## Activiteiten
Norsk Hydro is actief in de hele aluminiumketen, van de winning van bauxiet, de verwerking tot alumina, het omsmelten tot aluminium en de verwerking hiervan tot aluminiumproducten. Bij het bedrijf werken 33.000 personen, verspreid over 140 locaties in 40 landen.
De activiteiten zijn verdeeld over vier bedrijfsonderdelen:
- Hydro Bauxite & Alumina is actief met de winning van bauxiet en de verwekring tot alumina. Dit is geconcentreerd in Brazilië waar Norksk Hydro een meerderheidsbelang heeft in Alunorte;
- Hydro Energy levert de benodigde elektriciteit voor de smelters, met name afkomstig uit eigen waterkrachtcentrales;
- Hydro Aluminium Metal verwerkt de alumina tot aluminium. Alle smelters tezamen hebben een capaciteit van 2,1 miljoen aluminium ton op jaarbasis. Er zijn vijf smelters volledig in eigendom en in vijf anderen heeft het een aandelenbelang. Binnen dit onderdeel is Hydro Metal Markets gericht op de inzameling en verwerking van aluminiumschroot;
- Hydro Extrusions verwerkt een deel van de eigen aluminiumproductie in eindproducten. Dit is veruit de grootste activiteit gemeten naar werknemers en vestigingen. Deze vestigingen hebben een gezamenlijke jaarcapaciteit van 1,3 miljoen ton.

## Geschiedenis
Het bedrijf is in 1905 in Notodden door Sam Eyde en Kristian Birkeland opgericht onder de naam Norsk Hydro-Elektrisk Kvælstofaktieselskab. De Zweedse bankiersfamilie Wallenberg hoorde bij de oorspronkelijke investeerders. Het bedrijf begon als producent van kunstmest, dat met behulp van de in de lucht aanwezige stikstof geproduceerd werd volgens het Birkeland-Eydeproces. Hiervoor was zeer veel elektriciteit nodig, die in Noorwegen in ruime mate kon geproduceerd worden met hydro-elektrische installaties. De eerste fabrieken werden in Notodden en Rjukan gebouwd. De hele site daar, de industriële erfgoedsite Rjukan-Notodden, is intussen erkend als UNESCO werelderfgoed.
Het bedrijf heeft in het begin van de Tweede Wereldoorlog nauw samengewerkt met de Duitse bezetter, onder meer met IG Farben en de Luftwaffe. Norsk Hydro was het enige bedrijf in bezet Europa dat zwaar water kon produceren in zijn fabriek in Rjukan voor Hitlers bom. De afdelingshal waar de hoge concentratiecellen stonden voor de productie van zwaar water werd door het Noorse verzet vernietigd, nadat een Britse poging was mislukt (Operatie Freshman). Na de oorlog is de fabriek weer opgebouwd.
In 1951 startte Norsk Hydro met de productie van magnesium. Daarop werd in 1963 op het eiland Karmøy een aluminiumsmelter gebouwd. Na de vondst van de gasbel in Slochteren werd begin zestiger jaren begonnen met het zoeken naar olie en gas op de Noordzee. Norsk Hydro was een van de eerste bedrijven die een concessie op het Noors continentaal plat kregen. Na de succesvolle boringen werd olie en gas de voornaamste activiteit. Het bedrijf is ook nog een tijd actief geweest in de viskwekerij, maar die activiteit is in 2000 aan het Nederlandse Nutreco verkocht.
De productie van kunstmest is in 2004 verzelfstandigd. Daarvoor is een nieuw bedrijf, Yara International ASA opgericht waarmee Norsk Hydro zelf geen enkele band meer heeft. Yara heeft een vestiging in Sluiskil (in 1978 door Norsk Hydro gekocht) die daarvoor bekendstond onder de naam Nederlandse Stikstof Maatschappij (NSM).
In oktober 2007 bundelden Norsk Hydro en Statoil de energie-activiteiten. Tezamen hielden de twee een productie van 1,9 miljoen vaten per dag en reserves ter grootte van 6,3 miljard vaten olie-equivalent. Na de transactie houdt Norsk Hydro alleen nog de aluminiumactiviteiten. In ruil voor de olie- en gasactiviteiten kreeg het een aandelenbelang van 32,7% in de nieuwe combinatie.
In 2010 nam het de aluminiumactiviteiten over van Vale voor USS$ 4,9 miljard. Vale ontvangt US$ 1,1 miljard in geld en verder een aandelenbelang van 22% in Norsk Hydro. Met deze transactie heeft Norsk Hydro de aanvoer van bauxiet voor de komende eeuw veilig gesteld. Het krijgt met deze transactie een aandelenbelang van 60% in Paragominas, een van de grootste bauxietmijnen ter wereld, een 91% belang in de grootste aluinaardefabriek Alunorte, 51% van de Albras aluminiumfabriek en 81% in het Companhia de Alumina do Para project. Dit laatste project moet nog gerealiseerd worden en in 2012 stelde Norsk Hydro de bouw uit waardoor de geplande ingebruikname in 2015 niet meer haalbaar is. In november 2013 nam Vale afscheid van bijna alle Norsk Hydro aandelen. Het verkocht een belang van 19,6% voor US$ 1,64 miljard.
In 2021 werd de walsdivisie afgestoten voor 1,4 miljard euro aan KPS Capital Partners. Met deze transactie gingen zeven fabrieken, een onderzoekscentrum, diverse verkoopkantoren en 5000 werknemers over naar de nieuwe eigenaar. Deze divisie leverde jaarlijks een miljoen ton gewalst aluminium aan fabrikanten van drankblikjes, automobielen en folieverpakkingen en aan bouwbedrijven.
Medio 2023 kreeg het Alumetal in handen, een grote inzamelaar van aluminiumschroot in Polen. Het verzamelde schroot wordt weer in de smelters van Norsk Hydro omgesmolten en kan weer al nieuw materiaal worden ingezet. Bij het hergebruik van aluminium wordt slechts 10% van het elektriciteit verbruikt in vergelijking tot aluminium uit bauxiet.
In december 2023 verkocht Norsk Hydro een deel van de Braziliaanse activiteiten aan Glencore. Norsk Hydro nam afscheid van een belang van 30% in het Braziliaanse bedrijf Hydro Alunorte en 5% van de aandelen in de bauxietproducent producer Mineracão Rio do Norte (MRN). Na de transactie houdt Norsk Hydro nog altijd 62% van de aandelen in Alunorte, Glencore heeft een belang van 30% en de rest van de aandelen zit bij diverse kleine aandeelhouders.

## Trivia
- In maart 2019 kampte het bedrijf met een grote cyberaanval.[8] De aanval trof het centrale IT-systeem waarna de problemen zich verspreidden naar locaties in verschillende landen. Een aantal fabrieken waren tijdelijk stilgelegd en het duurde bijna drie weken voordat de productie weer normaal verliep. De kosten van de aanval worden geraamd op US$ 52 miljoen.[9]